# Santiago Seage
Santiago Seage (Madrid, 1969) es Managing Director de Abengoa Yield (enlace roto disponible en Internet Archive; véase el historial, la primera versión y la última). desde el 25 de noviembre de 2015. Anteriormente ha sido consejero delegado de Abengoa y Abengoa Yield (Nasdaq: ABY), presidente de Abengoa Solar y director de estrategia y desarrollo corporativo de Abengoa. Es licenciado en Administración y Dirección de Empresas por la  Universidad Pontificia Comillas (ICADE).
Abengoa es una compañía internacional sevillana especializada en los sectores de la energía y el medioambiente. Abengoa cotiza en el IBEX35 y en mercados internacionales como en NASDAQ.

## Biografía
Santiago Seage nació en Madrid en 1969 y es licenciado en Administración y Dirección de Empresas por la Universidad Pontificia Comillas de Madrid (ICADE). Habla inglés y francés. Antes de unirse a Abengoa en 2005, fue socio de McKinsey & Company y ocupó diversos cargos en Procter & Gamble en España y el Oriente Medio.

## Carrera profesional
Santiago Seage tiene una dilatada trayectoria profesional en el sector empresarial.
Inició su carrera en la multinacional de bienes de consumo Procter & Gamble en España y en la República de Yemen Posteriormente fue socio de la consultora McKinsey & Company y trabajó en diferentes países en Europa, el norte de África y América. Durante esta etapa, su labor se centró en proyectos de consultoría estratégica, crecimiento y adquisiciones.
En el año 2005, Santiago Seage se unió al equipo de Abengoa como director de estrategia y desarrollo corporativo. Desde entonces, ha estado ligado a la compañía, siendo presidente de Abengoa Solar durante siete años, precisamente aquellos en los que la empresa realizó una importante apuesta por la energía solar y en los que se convirtió en referencia mundial en diferentes tecnologías de este tipo, como la termosolar.